# 尼尔图劳

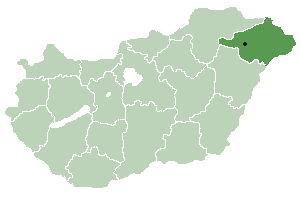

尼尔图劳，是匈牙利索博尔奇-索特马尔-贝拉格州所辖的一个村。总面积21.48平方公里，总人口1864，人口密度86.8人/平方公里（2011年1月1日）。